# Lai da Nalps
Der Lai da Nalps ist ein Stausee im Val Nalps im Schweizer Kanton Graubünden in der Gemeinde Tujetsch. Er bildet mit den Stauseen Lai da Sontga Maria und Lai da Curnera, die in benachbarten Tälern liegen, ein einziges durch Röhren zusammenhängendes wasserwirtschaftliches System.

## Lage

Val Nalps mit Stausee von Norden (Luftbild von Werner Friedli, 1970)

Zu erreichen ist der Stausee aus dem Vorderrheintal. Letzte grössere Ortschaft ist Sedrun. Von diesem Dorf führt in südlicher Richtung eine Bergstrasse zum See, die allerdings mit einem allgemeinen Fahrverbot belegt ist. 
Im Winter wird die Strasse nicht unterhalten, daher ist von ca. Dezember bis Mai das Stauwehr Nalps lediglich mit einer privaten Seilbahn zu erreichen. In dieser Zeit kann sie bis zur Zwischenstation Tgom auf Bestellung auch von Privatpersonen genutzt werden. Bis zur Inbetriebnahme der Seilbahn zum Cuolm da Vi auf der anderen Talseite beförderte die Seilbahn auch im Sommer Passagiere zur Alp Tgom, wo sich auch ein Bergrestaurant befand.
Die Staumauer wird mittels eines Systems fest installierter Laser und Reflektoren vollautomatisch überwacht, auch um mögliche Deformationen durch den Bau des Gotthard-Basistunnels, der unter dem Staudamm verläuft, frühzeitig zu erkennen.